# 바르호른
바르호른(독일어: Barrhorn)은 스위스 페나인 알프스에 있는 이중 봉우리이다. 외바르호른(Üssers Barrhorn)은 해발 3,610m로 더 높고, 남쪽으로 750m 떨어진 곳에 해발 3,583m의 내바르호른(Inner Barrhorn)이 있다. 바르회르너는 장크트니클라우스 위의 브루네크호른에서 북쪽으로 약 3km 떨어져 있다.
산의 서쪽 측면은 빙하가 없으며, 두 봉우리 모두 얼음 장비없이 접근할 수 있다. 봉우리에서 바이스호른, 돔산이 있는 마샤벨 그룹, 몬테로사 및 알레치 빙하가 있는 베른 알프스를 볼 수 있다.
외바르호른은 유럽에서 가장 높은 하이킹 산으로 알려져 있다.

## 접근
유일한 접근 도로는 론 계곡의 투르트만 마을에서 북쪽으로 오는 것이다. 거기에서 그루벤 방면으로 이동한 후 포어더 젠툼까지 1900m 거리에 있다. 당신은 공공 도로가 끝나는 지점에 올 것이다. 하루에 4 CHF의 비용이 드는 공식 주차장이 있다.
주차장에서 정상까지는 5시간 미만, 투르트만 산장에서 정상까지는 약 3시간이면 도착할 수 있다. 특별한 장비가 필요하지 않으며, 간단한 도보 이동이다.